# Oxford Book of English Madrigals
L'Oxford Book of English Madrigals  (ISBN 0193436647),  (ISBN 978-0193436640) est un recueil de musique édité par Philip Ledger et publié en 1978 par Oxford University Press. Il fournit les textes et la musique intégrale de quelque 60 des madrigaux et chants de l'école anglaise de madrigaux.
Les compositeurs suivants sont représentés (nombre de pièces en parenthèses).
Thomas Bateson (1) Those sweet delightful lilies
John Bennet (2) All creatures now; Weep, O mine eyes
William Byrd (3) Lullaby, my sweet little baby ; This sweet and merry month of May ; Though Amaryllis dance
Michael Cavendish (1) Come, gentle swains
Michael East (3) Poor is the life ; Quick, quick, away, dispatch! ; (*No haste, but good!)
John Farmer (2) Fair nymphs, I heard one telling; Fair Phyllis I saw (en)
Giles Farnaby (1) Consture my meaning
Orlando Gibbons (6)  Ah, dear heart; Dainty fine bird ; Oh that the learned poets ; The silver swan (en) ; Trust not too much, fair youth; What is our life?
Thomas Greaves (1) Come away. sweet love.
George Kirbye (1) See what a maze of error.
Thomas Morley (10) April is in my mistress' face (en) ; Fyer, fyer! ; Hard by a crystal fountain ; I love, alas, I love thee ; Leave, alas, this tormenting ; My bonny lass she smileth (en) ; Now is the month of maying (en) ; Sing we and chant it ; Though Philomela lost her love ; Whither away so fast.
Robert Ramsey (1) Sleep, fleshly birth
Thomas Tomkins (5) Adieu, ye city-prisoning towers ; Music divine ; Oh yes, has any found a lad? ; See, see the shepherds' queen ; Too much I once lamented.
Thomas Vautor (2) Mother, I will have a husband ; Sweet Suffolk owl.
John Ward (2) Come sable night' ; Out from the vale.
Thomas Weelkes (11) As Vesta was ; Come, sirrah Jack, ho! ; Hark, all ye lovely saints ; O care, thou wilt despatch me ; (*Hence care, thou art too cruel) ; Since Robin Hood ; Sing we at pleasure ; Strike it up, tabor ; Thule, the period of cosmography ; (*The Andalusian merchant) ; Thus sings my dearest jewel.
John Wilbye (8) Adieu, sweet Amaryllis ; Draw on, sweet night ; Flora gave me fairest flowers ; Lady, when I behold ; O what shall I do ; Sweet honey-sucking bees ; (*Yet, sweet, take heed) ; Weep, weep, mine eyes.
(*) = secondes parties
38 pièces ont été enregistrées en 1979 par l'ensemble Pro Cantione Antiqua dirigé par Ledger.

## Source de la traduction
- (en) Cet article est partiellement ou en totalité issu de l’article de Wikipédia en anglais intitulé « Oxford Book of English Madrigals » (voir la liste des auteurs).